# Yzeure
Yzeure és un municipi francès del departament de l'Alier i la regió d'Alvèrnia-Roine-Alps. El 2018 tenia 12.899 habitants.